# يقمر نحاسي الصدر
يقمر نحاسي الصدر (الاسم العلمي: Galbula pastazae)، هو نوع من الطيور يتبع جنس اليقمر ضمن فصيلة اليقمريات من رتبة نقاريات الشكل.